# Callyna figurans
Callyna figurans is een vlinder uit de familie uilen (Noctuidae). De wetenschappelijke naam van deze soort is voor het eerst geldig gepubliceerd in 1858 door Walker.
De soort komt voor in tropisch Afrika.